# Puccinia cnici
Puccinia cnici H. Mart. – gatunek grzybów z rodziny rdzowatych (Pucciniaceae). Grzyb mikroskopijny pasożytujący głównie na różnych gatunkach ostrożni (Cirsium). Wywołuje u nich chorobę zwaną rdzą.

## Systematyka i nazewnictwo
Pozycja w klasyfikacji według Index Fungorum: Puccinia, Pucciniaceae, Pucciniales, Incertae sedis, Pucciniomycetes, Pucciniomycotina, Basidiomycota, Fungi.
Synonimy:

- Dicaeoma cirsii-lanceolati (J. Schröt.) Kuntze 1898
- Gymnoconia cirsii-lanceolati (J. Schröt.) Bubák 1899
- Jackya cirsii-eriophori (Jacky) Bubák 1902
- Jackya cirsii-lanceolati (Jacky) Bubák 1902
- Puccinia cirsii-eriophori Jacky 1899
- Puccinia cirsii-lanceolati J. Schröt. 1887[3].

## Morfologia
Jest rdzą jednodomową, tzn, że cały cykl rozwojowy odbywa się na jednym żywicielu.
Spermogonia powstają przeważnie na górnej stronie liści, ecja przeważnie na dolnej stronie, w obrębie chlorotycznych plam. Pomarańczowo-żółte zarodniki powstają w nich pojedynczo, wydostają się na zewnątrz przez ostiolum w owocnikach. Uredinia i telia tworzą się na obydwu stronach liści. Uredinia rdzawe, powstają w nich urediniospory o średniej wielkości około 30 μm z trzema porami rostkowymi widocznymi jako białe plamy. Telia niewielkie, ciemnobrązowe. Powstaje w nich masa czarnych, dwukomórkowych teliospor o bardzo drobno brodawkowanej powierzchni. Pory rostkowe znajdują się w dolnej części teliospor, w pobliżu przegrody dzielącej ich komórki.

## Występowanie
Puccinia cnici jest szeroko rozprzestrzeniony w Ameryce Północnej (USA i Kanada) i Europie, w tym także w Polsce. Poza tym podano jej występowanie w Chinach, Chile i na Nowej Zelandii.
Żywicielami Puccinia cnici są: Carduus crispus, Cirsium arvense, Cirsium lanceolatum, Cirsium eriophorum, Cirsium vulgare, Cirsium boujartii, Cirsium ferox, Cirsium furiens, Cirsium italicum, Cirsium richterianum, Cirsium serulatum, Picnomon acarna.